# System 7 (hudební skupina)
System 7 je britská ambientní hudební skupina, založená v roce 1991. Členy skupiny jsou kytarista Steve Hillage a hráčka na klávesové nástroje Miquette Giraudy; oba spolu již v sedmdesátých letech a znovu od roku 1994 působili ve skupině Gong. První album neslo název skupiny a vyšlo v září 1991 a do roku 2011 jich vydala dalších devět. V roce 2006 rovněž duo vydalo eponymní album pod názvem Mirror System.

## Diskografie
Studiová alba
- System 7 (1991)
- 777 (1993)
- Point 3 – Fire Album (1994)
- Point 3 – Water Album (1994)
- Power of Seven (1996)
- Golden Section (1997)
- Seventh Wave (2001)
- Encantado (2004)
- Phoenix (2008)
- Up (2011)
- Phoenix Rising (2013) s Rovo
- X-Port (2015)